# Kreisgericht Sangerhausen (Preußen)
Das Kreisgericht Sangerhausen war von 1849 bis 1879 ein preußisches Kreisgericht mit Sitz in Sangerhausen.

## Geschichte
Die „Verordnung über die Aufhebung der Privatgerichtsbarkeit und des eximierten Gerichtsstandes sowie über die anderweitige Organisation der Gerichte“ vom 2. Januar 1849 hob dann auch die Patrimonialgerichtsbarkeit auf. Gleichzeitig wurde das Appellationsgericht Naumburg geschaffen, dem Kreisgerichte, darunter das Kreisgericht Sangerhausen zugeordnet waren. Sein Sprengel umfasste:
| Sprengel | Gerichtseingesessene 1849 |
| --- | ------------------------- |
| Der Kreis Sangerhausen ohne die Teile, die dem Kreisgericht Eisleben zugeordnet waren                       | 55.095                    |
| Ein Teil des Kreises Eckartsberga: Bretleben, Nausitz und Reinsdorf                                         | 1.628                     |
| Ein Teil des Mansfelder Gebirgskreises: Großleinungen, Morungen und der Bezirk des Einzelrichters in Wippra | 7.323                     |
| Summe | 64.046                    |

Gerichtskommissionen wurden in Artern, Heringen, Kelbra, Roßla, Stolberg und Wippra eingerichtet.
Mit den Reichsjustizgesetzen wurden die Gerichte im Deutschen Reich vereinheitlicht. Das Kreisgericht Sangerhausen wurde 1879 aufgehoben. Neu eingerichtet wurde nun das Amtsgericht Sangerhausen im Bezirk des Landgerichtes Halle.

## Gerichtskommission Artern
Die Gerichtskommission Artern war für die Stadt und Saline Artern sowie die Orte Brettleben, Vorwerk Cachstedt, Catharinenrieth, Gehofen, Nausitz, Nicolausrieth, Ritteburg, Reinsdorf, Schönefeld und Voigtstedt zuständig. Dieser Sprengel umfasste 1849 7.903 Gerichtseingesessene. 1879 wurde die Gerichtskommission aufgehoben und das Amtsgericht Artern gebildet.

## Gerichtskommission Roßla
Die Gerichtskommission Roßla war für zwei Gerichtsbezirke zuständig. Dieser Sprengel umfasste 1849 zusammen 12.240 Gerichtseingesessene. 1879 wurde die Gerichtskommission aufgehoben und das Amtsgericht Roßla gebildet.
Der erste Gerichtsbezirk umfasste die Städte Roßla und Kelbra und die Orte Altendorf, Berga und Görsbach.
Der zweite Gerichtsbezirk umfasste die Orte Agnesdorf, Breitenbach, Breitungen, Dietersdorf, Dittichenrode, Rosperwenda, Sittendorf, Tilleda, Thürungen, Uftrungen und Wolfsberg.

## Gerichtskommission Stolberg
Die Gerichtskommission Stolberg war für die Stadt Stolberg mit Haynfeld sowie die Orte Breitenstein, Hayn bei Stolberg, Hermannsacker, Rodishain, Rottleberode, Schwenda, Stempeda und Straßberg zuständig. Dieser Sprengel umfasste 1849 8.388 Gerichtseingesessene. 1879 wurde die Gerichtskommission aufgehoben und das Amtsgericht Stolberg gebildet.

## Gerichtskommission Heringen
Die Gerichtskommission Heringen war für die Stadt Heringen sowie die Orte Auleben, Bielen, Hamma, Hayn bei Heringen, Steinbrücken, Sundhausen, Uthleben und Windehausen zuständig. Dieser Sprengel umfasste 1849 6.639 Gerichtseingesessene. 1879 wurde die Gerichtskommission aufgehoben und das Amtsgericht Heringen gebildet.

## Gerichtskommission Wippra
Die Gerichtskommission Wippra war für die Stadt Wippra mit Hayda, Hilfenschwende und Popperode sowie die Orte Abberode, Braunschwende, Dankerode, Friesdorf mit Rammelburg, Hermerode, Horla, Königrode, Molmerswende, Paßbruch mit Neuhaus, Ritzgerode, Rotha und Steinbrücken zuständig. Dieser Sprengel umfasste 1849 6.351 Gerichtseingesessene. 1879 wurde die Gerichtskommission aufgehoben und das Amtsgericht Wippra gebildet.

## Gerichtskommission Kelbra
1854 wurde eine der beiden Gerichtskommissionen von Roßla nach Kelbra verlegt und es entstand die Gerichtskommission Kelbra. 1879 entstand daraus das Amtsgericht Kelbra.